# Криштоф Кризль
Криштоф Кризль (12 жовтня 1986 , Прага ) — чеський гірськолижник, учасник трьох Олімпійських ігор та дев'яти чемпіонатів світу. Спеціалізується на слаломних дисциплінах.

## Спортивна кар'єра
У Кубку світу Кризль дебютував 2005 року, а в грудні 2008 року перший і досі єдиний раз у своїй кар'єрі потрапив до десятки найкращих на етапі Кубка світу, у комбінації. А ще має у своєму доробку 50 потраплянь до тридцятки найкращих. Найкраще досягнення Кризля в загальному заліку Кубка світу — 76-те місце в сезоні 2008—2009. У Кубку Європи виграв один етап у гігантському слаломі в листопаді 2009 року у Фінляндії, ще кілька разів був призером.
На Олімпіаді-2006 у Турині показав такі результати: 20-те місце в комбінації, 34-те — в супергіганті, у слаломі та гігантському слаломі не фінішував.
На Олімпіаді-2010 у Ванкувері взяв участь у чотирьох дисциплінах: швидкісний спуск — 40-ве місце, комбінація — 17-те, гігантський слалом — 23-тє, слалом — дискваліфікований.
На Олімпійських іграх 2014 року посів 19-те місце в суперкомбінації, у слаломі та гігантському слаломі не фінішував.
За свою кар'єру взяв участь у дев'яти поспіль чемпіонатах світу (2005—2021), найкращий результат — 8-ме місце у слаломі на чемпіонаті світу 2009 року у французькому Валь-д'Ізері.
Використовує лижі та черевики виробництва фірми Atomic.

## Результати в Кубку світу
Усі результати наведено за даними Міжнародної федерації лижного спорту.

### Підсумкові місця в Кубку світу за роками
| Сезон | Вік | Загальний залік | Слалом | Гігантський слалом | Супергігант | Швидкісний спуск | Гірськолижна комбінація |
| ----- | --- | --------------- | ------ | ------------------ | ----------- | ---------------- | ----------------------- |
| 2008  | 21  | 116             | 58     | —                  | —           | —                | 43                      |
| 2009  | 22  | 76              | 36     | 45                 | —           | —                | 19                      |
| 2010  | 23  | 109             | 48     | 38                 | —           | —                | —                       |
| 2011  | 24  | 150             | —      | —                  | —           | —                | 44                      |
| 2012  | 25  | 77              | 30     | 43                 | —           | —                | 40                      |
| 2013  | 26  | 87              | 33     | —                  | —           | —                | —                       |
| 2014  | 27  | 113             | 48     | 41                 | —           | —                | 41                      |
| 2015  | 28  | 118             | 53     | 45                 | —           | —                | 40                      |
| 2016  | 29  | 99              | —      | 37                 | 58          | —                | 35                      |
| 2017  | 30  | 81              | 45     | 37                 | —           | —                | 19                      |

### Результати за дисципліною
| Дисципліна              | Виступи у КС | Топ-30 КС | Топ-15 КС | Топ-5 КС | П'єдестали КС | Найкращий результат | Найкращий результат    | Найкращий результат |
| Дисципліна              | Виступи у КС | Топ-30 КС | Топ-15 КС | Топ-5 КС | П'єдестали КС | Дата                | Місце проведення       | Місце               |
| ----------------------- | ------------ | --------- | --------- | -------- | ------------- | ------------------- | ---------------------- | ------------------- |
| Слалом                  | 98           | 21        | 3         | 0        | 0             | 8 січня 2012        | Адельбоден (Швейцарія) | 12-те               |
| Гігантський слалом      | 65           | 14        | 1         | 0        | 0             | 7 січня 2017        | Адельбоден (Швейцарія) | 14-те               |
| Супергігант             | 6            | 1         | 0         | 0        | 0             | 5 грудня 2015       | Бівер Крік (США)       | 29-те               |
| Швидкісний спуск        | 4            | 0         | 0         | 0        | 0             | 4 лютого 2012       | Шамоні (Франція)       | 56-те               |
| Гірськолижна комбінація | 21           | 14        | 2         | 0        | 0             | 12 грудня 2008      | Валь-д'Ізер (Франція)  | 9-те                |
| Загалом                 | 194          | 50        | 6         | 0        | 0             |                     |                        |                     |

- Станом на 2 лютого 2019

## Результати на Олімпійських іграх
Усі результати наведено за даними Міжнародної федерації лижного спорту.
| Рік  |        |                    |             |                  |                         |    |
| Вік  | Слалом | Гігантський слалом | Супергігант | Швидкісний спуск | Гірськолижна комбінація |    |
| 2006 | 19     | НФ1                | НФ1         | 34               | —                       | 20 |
| 2010 | 23     | Диск.1             | 23          | —                | 40                      | 17 |
| 2014 | 27     | НФ2                | НФ1         | —                | —                       | 19 |

## Результати на чемпіонатах світу
Усі результати наведено за даними Міжнародної федерації лижного спорту.
| Рік  |        |                    |             |                  |                         |                   |     |
| Вік  | Слалом | Гігантський слалом | Супергігант | Швидкісний спуск | Гірськолижна комбінація | Командні змагання |     |
| 2005 | 18     | 22                 | —           | —                | —                       | НФ1               | —   |
| 2007 | 20     | НФ1                | НФ1         | 42               | —                       | —                 | —   |
| 2009 | 22     | 8                  | 22          | 26               | —                       | 11                | Н/Д |
| 2011 | 24     | 39                 | 31          | —                | —                       | —                 | —   |
| 2013 | 26     | 20                 | —           | —                | —                       | —                 | —   |
| 2015 | 28     | НФ1                | 23          | 35               | —                       | 26                | —   |
| 2017 | 30     | Диск.1             | 32          | НФ               | —                       | 29                | 9   |
| 2019 | 32     | НФ1                | —           | 41               | —                       | —                 | —   |